# الكسندر براون
الكسندر براون (10 فبراير 1967 - )  (بالإنجليزية: Alexander Brown)‏ هو لاعب كريكت بريطاني.